# 髭脉桤叶树
髭脉桤叶树（学名：Clethra barbinervis）为桤叶树科桤叶树属下的一種落葉小高木。也称珍珠菜。高約3-7米。葉為橢圓形。夏季開白色五瓣花。果實為蒴果。珍珠菜廣泛分佈在東亞的山林地區，其葉可食用，曾是飢荒時的救急蔬菜。

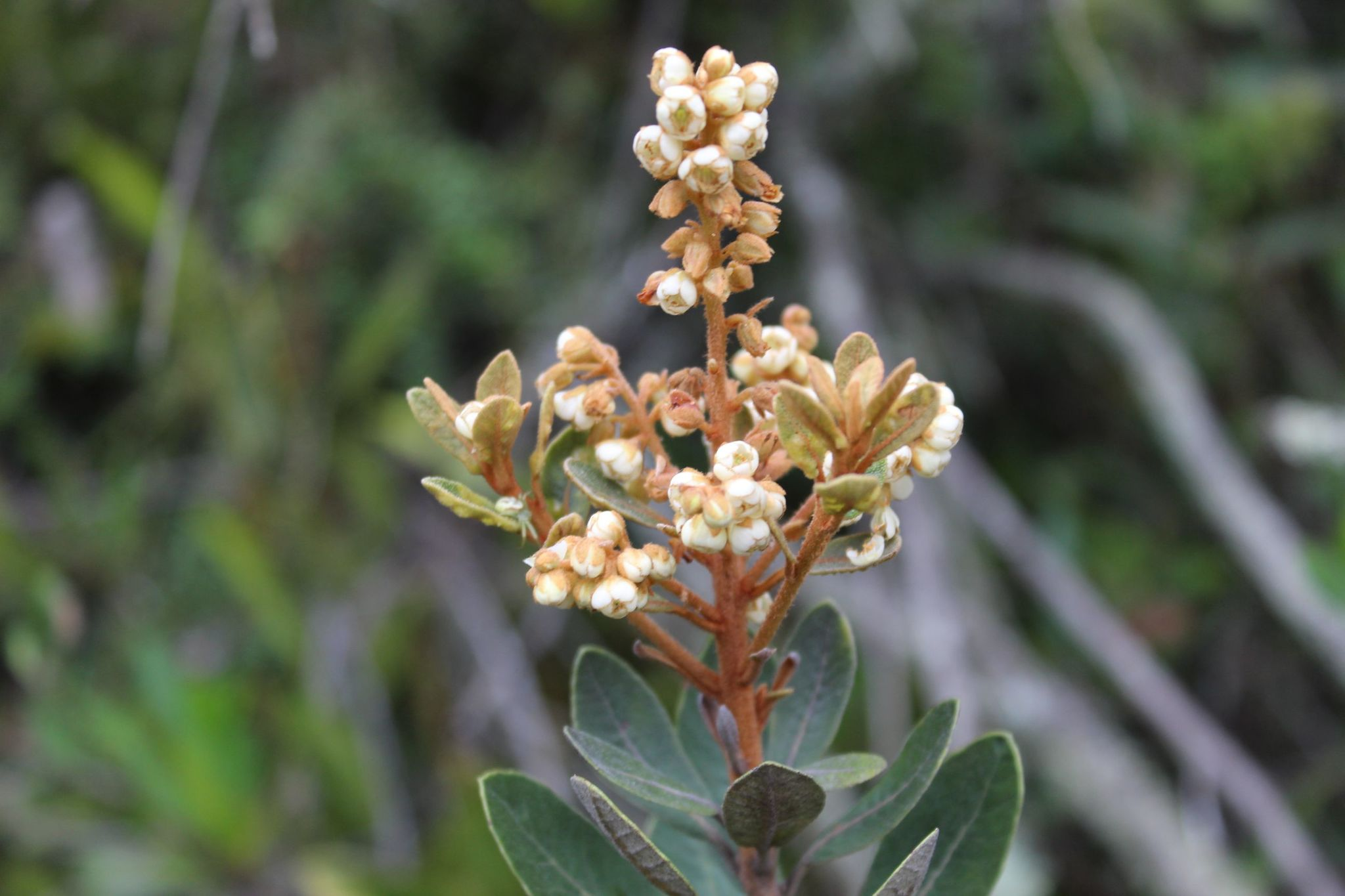
髭脉桤叶树的花

## 扩展阅读
- 髭脉桤叶树的图片[]